# 三菱・4A9型エンジン
三菱・4A9型エンジンは、三菱自動車工業の直列4気筒ガソリンエンジンの系列である。2004年、コルトに初搭載された。

## 概要
4A9のプロジェクトは三菱自動車とダイムラー・クライスラー（現・ダイムラー）の共同作業として開始され、三菱自動車はエンジンの開発を担当した。製造はダイムラーの子会社である（以前は三菱自動車との合弁企業であった）ドイツのMDCパワー社にて行われていたが、現在は京都市の三菱自動車パワートレイン製作所で行われている。
4A9型のメルセデス・ベンツにおける型式はM135となり、4A90がM135 E13、4A91がM135 E15となっている。
4A9は三菱自動車の直4エンジン系列では初めて高圧ダイキャストアルミ合金製シリンダーブロックを採用した。その他、アルミ合金製シリンダーヘッド、DOHC4バルブ構造および（吸気側のみ）MIVEC可変バルブ機構を採用している。また、カムシャフトは従来の4G1型のタイミングベルトに代わり、タイミングチェーンで駆動される。

## バリエーション

### 4A90
| シリンダー配置 | 直列4気筒DOHC 16バルブ MIVEC    |
| 排気量         | 1,332 cc                        |
| ボアピッチ     | 83.0 mm                         |
| ボア           | 75.0 mm                         |
| ストローク     | 75.4 mm                         |
| 圧縮比         | -                               |
| 最高出力       | 70 kW（95 PS）/ 6,000 rpm       |
| 最高トルク     | 125 N·m（12.7 kgf·m）/ 4,000rpm |

搭載車種
- 2004年 - 2012年 三菱・コルト,コルトプラス
- 2004年 - 2006年 スマート・フォーフォー
- 2009年 - 2015年 一汽海馬汽車・2
- 2011年 - 2014年 衆泰汽車・Z200(中国仕様)
- 2012年 - 2020年 北京汽車・D20

### 4A91
| シリンダー配置 | 直列4気筒DOHC 16バルブ MIVEC                                    |
| 排気量         | 1,499 cc                                                        |
| ボアピッチ     | 83.0 mm                                                         |
| ボア           | 75.0 mm                                                         |
| ストローク     | 84.8 mm                                                         |
| 圧縮比         | 10.0:1                                                          |
| 最高出力       | 80 kW（109 PS）/ 6,000 rpm 90kW(122PS) / 6,250rpm               |
| 最高トルク     | 145 N·m（14.7 kgf·m）/ 4,000rpm 160N·m （16.3 kgf·m）/ 3,800rpm |

搭載車種
- 2004年 - 2012年 三菱・コルト,コルトプラス
- 2004年 - 2006年 スマート・フォーフォー
- 2006年 - 2016年 三菱・ランサー(中国仕様)
- 2008年 - 2019年 東南汽車・V3
- 2009年 - 2015年 一汽海馬汽車・2
- 2011年 - 2014年 衆泰汽車・Z200(中国仕様)
- 2012年 - 2017年 衆泰汽車・Z300
- 2012年 - 2020年 東南汽車・V5
- 2012年 - 2020年 北京汽車・D20
- 2013年 - 三菱・コルトプラス(台湾仕様)
- 2014年 - 2019年 東風風行汽車・景逸 X3
- 2014年 - 2021年 衆泰汽車・SR7
- 2015年 - 2019年 東南汽車・DX7
- 2016年 - 2023年 東南汽車・DX3
- 2016年 - 2021年 東風風行汽車・景逸 X5
- 2017年 - 三菱・エクスパンダー
- 2017年 - 2020年 華晨汽車・V5
- 2019年 - 日産・リヴィナ
- 2019年 - 2023年 東南汽車・DX5
- 2019年 - 2023年 東南汽車・A5
- 2023年 - 三菱・エクスフォース

### 4A92
| シリンダー配置 | 直列4気筒DOHC 16バルブ MIVEC    |
| 排気量         | 1,590 cc                        |
| ボアピッチ     | -                               |
| ボア           | 75.0 mm                         |
| ストローク     | 90.0 mm                         |
| 圧縮比         | 11.0:1                          |
| 最高出力       | 86 kW（117 PS）/ 6,000 rpm      |
| 最高トルク     | 154 N·m（15.7 kgf·m）/ 4,000rpm |

搭載車種
- 2010年 - 2016年 三菱・ASX
- 2011年 - 2017年 三菱・ランサー（欧州仕様）
- 2011年 - 2020年 華晨汽車・H530
- 2011年 - 2020年 華晨汽車・V5
- 2012年 - 2017年 サーイパー・アリオ
- 2012年 - 2021年 東風風行汽車・景逸 X5
- 2016年 - 2023年 東風風行汽車・SX6
- 2024年 - 三菱・エクスパンダー（ハイブリッド仕様）
- 2025年 - 三菱・エクスフォース（ハイブリッド仕様）

### 4A95TD
| シリンダー配置 | 直列4気筒DVVTGDIターボ                                                |
| 排気量         | 1,481 cc                                                              |
| ボア           | 74.7 mm                                                               |
| ストローク     | 84.5 mm                                                               |
| 圧縮比         | 9.5:1                                                                 |
| 過給器         | インタークーラー付きターボ                                            |
| 最高出力       | 127 kW（172 PS）/ 5,600 rpm 145 kW（197 PS）/ 5,600 rpm               |
| 最高トルク     | 260 N·m（26.4 kgf·m）/ 1,500-4,000rpm 285 N·m（29.0 kgf·m）/ 4,000rpm |

搭載車種
- 2020年 - 東風風行汽車・T5 Evo
- 2020年 - 2023年 東南汽車・DX7
- 2023年 - 中華汽車・ジンガー